# Ampélite
L'ampélite  est un schiste pyriteux, avec une proportion importante de matière organique.

## Étymologie
Du latin : ampes et du grec : ἄμπελος, ampelos, « vigne » ; αμπελιτις[γη] : « qui est propre à l'entretien de la vigne ». On en répandait autrefois au pied des vignes, la pyrite (FeS2) qu'elle contient étant supposée éloigner les chenilles et les vers de printemps.

## Formation
Au Silurien (444 à 416 millions d'années, Paléozoïque), des sédiments argileux (pélites, sédiments à grains très fins) riches en matière organique se sont déposés dans une mer calme. Puis est intervenue la surrection de la chaîne varisque (chaîne de montagne hercynienne) (350 à 300 millions d'années). Les sédiments ont alors été enfouis en grande profondeur et soumis à des pression et température élevées et des interactions eau/roche, subissant ainsi un métamorphisme modéré. Ce milieu confiné en profondeur, loin de l'atmosphère terrestre, et réducteur (absence d'oxygène consommé par l'activité bactérienne et l'oxydation de la matière organique et très riche en pyrite, FeS2) a préservé le plancton et la matière organique d'origine marine contenus dans les sédiments. Sa texture feuilletée simule une stratification.

## Composition
Comme tous les schistes l'ampélite est essentiellement constituée de phyllosilicates (minéraux argileux). En outre, elle contient également les composés suivants : 
- Carbone, dont elle peut contenir jusqu'à 25 % (provenant de la matière organique). C'est de ce carbone qu'elle tient sa couleur noire.
- Pyrite (disulfure de fer(II), FeS2) en grains fins ou en nodules. De l'acide sulfurique (H2SO4) et des oxydes de fer (III) hydratés (Fe(OH)3, FeOOH, Fe2O3·n H2O) se forment quand elle est oxydée.
- Calcaire, en bancs ou en lits fins, ou plus souvent en gros nodules. La dissolution occasionnelle de ces nodules amène parfois des trous dans l'ampélite.
- Fossiles de graptolites (ou graptolithes) : animaux marins préservés par une mince pellicule de charbon. Ils forment des dessins de lignes droites ou courbes, simples ou composées, qui permettent souvent de dater cette roche du Silurien[3].

## Autres noms connus
- diagraphite[4]
- schistes ampéliteux
- schistes noirs
- schistes graphiteux
- schistes carburés quand le graphite est abondant
- schistes noirs
- schistes alunifères[3]
- pierre des charpentiers[5] (parce qu'ils l'utilisaient pour tracer des traits sur le bois).
- pierre noire (dans le cadre des arts graphiques)[6]

## Utilisation
Outre l'usage concernant les vignes, elle était exploitée jadis pour la fabrication de l’alun (sulfate double d'aluminium et de potassium, KAl(SO4)2), produit par l'altération de l'ampélite sous l'effet de l'acide sulfurique (H2SO4) libéré par l'oxydation de la pyrite : 
4 FeS2 + 15 O2 + 14 H2O → 4 Fe(OH)3 + 8 H2SO4
La pierre noire, outil de dessin, est constituée d'ampélite de Bretagne, contenant parfois de l'alun. On l'utilisait également autrefois pour se noircir sourcils et cheveux.